# Совместная туркмено-российская общеобразовательная школа имени А. С. Пушкина
Совместная туркмено-российская общеобразовательная школа имени А. С. Пушкина (туркм. A.S. Puşkin adyndaky türkmen-rus mekdebi) — средняя общеобразовательная школа города Ашхабада, открытая в 2002 году. Деятельность школы одновременно подведомственна Министерству образования и науки Российской Федерации и Министерству образования Туркменистана.

## История

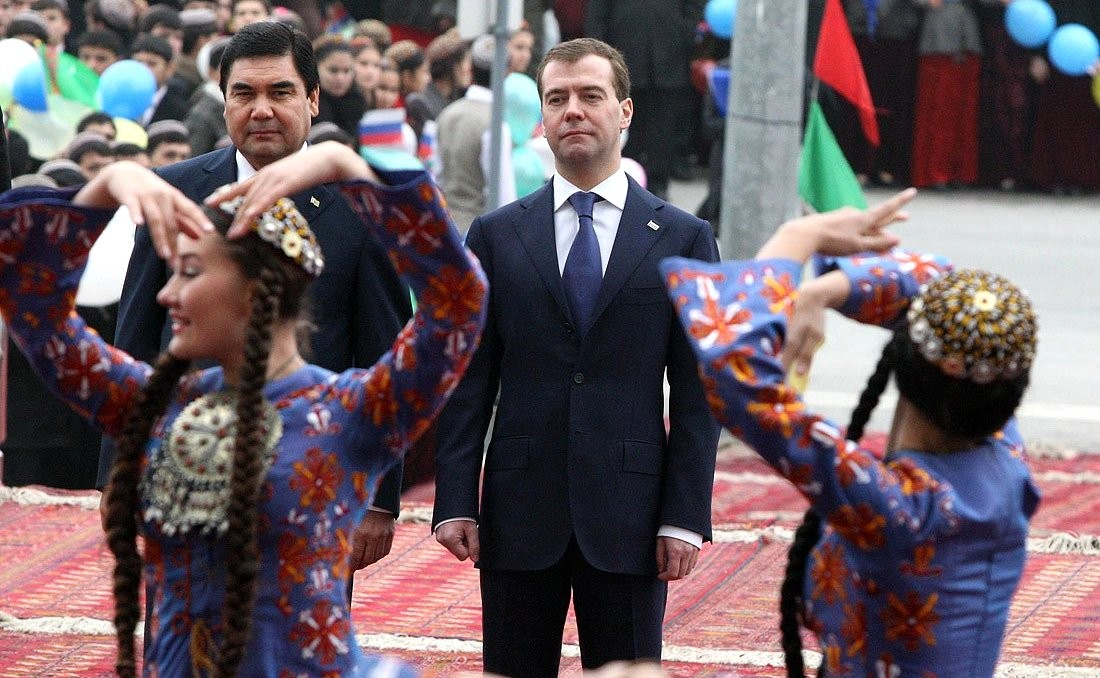
Дмитрий Медведев и Гурбангулы Бердымухамедов на открытии нового здания российско-туркменской средней общеобразовательной школы

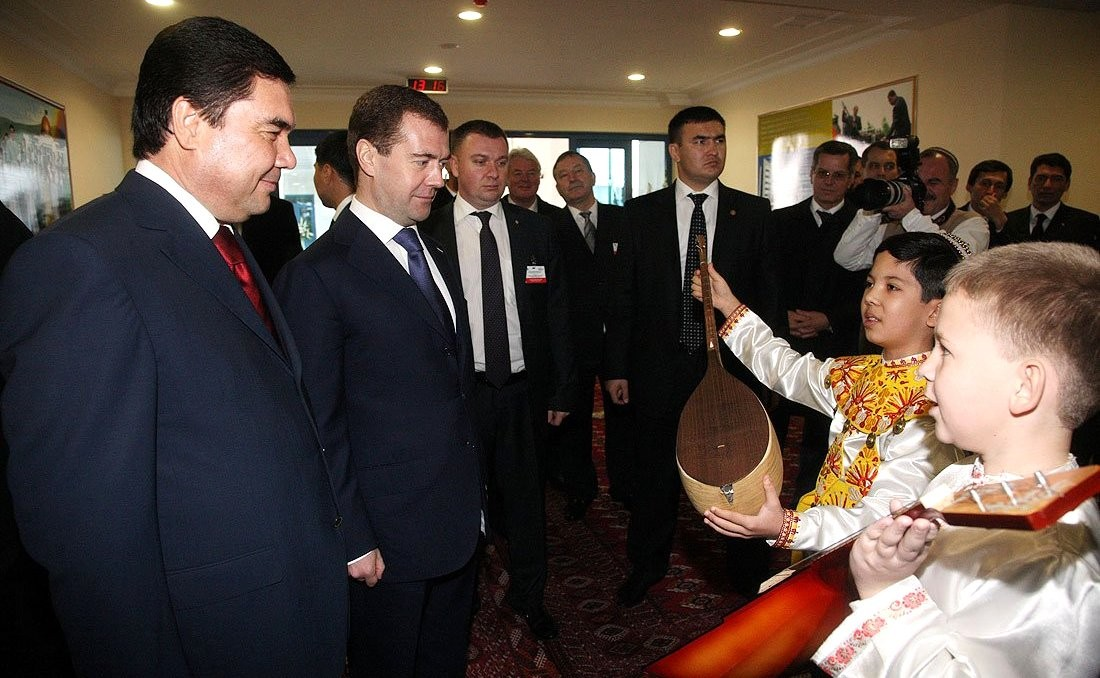
Церемония открытия школы

Школа была открыта в соответствии с Соглашением между правительствами Туркменистана и Российской Федерации от 21 января 2002 года. Туркменская сторона предоставила помещение, бесплатные коммунальные услуги, свет и газ.
В 2004 году по распоряжению президента Туркменистана Сапармурата Ниязова здание школы было обновлено.
В 2005 году школа была признана лучшей русской школой зарубежья в рамках ежегодного конкурса «Лучшая российская школа».
Новое здание школы было заложено в 2007 году Президентами Гурбангулы Бердымухамедовым и Владимиром Путиным. Как отметил Гурбангулы Бердымухамедов, выступая на торжественной церемонии закладки первого камня в основание нового здания туркмено-российской школы, «Туркменистан встал на путь коренных реформ в образовании, при осуществлении которых будет полезен и опыт России».
В декабре 2009 году Президент Туркменистана Гурбангулы Бердымухамедов и Президент Российской Федерации Дмитрий Медведев приняли участие в церемонии открытия нового здания туркмено-российской школы. Новое десятиэтажное здание воздвигнуто на проспекте Гарашсызлык за счёт средств «Газпрома» и рассчитано на 800 мест.
В 2020 году в соответствии с поручением Правительства России при финансовой поддержке «Газпрома» в школе были проведены ремонтные работы. От имени губернатора Санкт-Петербурга Александра Беглова школе передали современное оборудование для нового класса робототехники.

## Образовательный процесс
В школе обучаются 50 % граждан России, граждане Туркменистана, а также дети сотрудников расположенных в Ашхабаде дипломатических миссий стран СНГ. Всего в школе учится более 1000 детей и работает 70 учителей, из которых 30 — высшей и первой квалификационных категорий. Всё обучение идёт на русском языке, по всем предметам соблюдается выполнение российских образовательных программ. Наряду с этим в школе расширенно изучают историю, политическую систему Туркменистана. Туркменский язык изучают со второго класса наряду с английским языком. Школа стремится развивать творческие способности ребёнка с помощью русского слова и сохранять его чистым и свободным. Ученики школы — победители олимпиад, в том числе и международных. Выпускники школы получают аттестат российского образца, многие из которых имеют возможность поступить в российские вузы на льготных условиях.
В школе — центре русской культуры в Ашхабаде — регулярно проводятся Пушкинские праздники, Дни русской словесности, литературно-музыкальные вечера, создан драматический театр. Школа подписана на российские периодические издания.
Школу в 2003—2020 годы посещали Владимир Путин, Дмитрий Медведев, министр иностранных дел России Сергей Лавров, депутат Владимир Жириновский, губернатор Санкт-Петербурга Валентина Матвиенко, космонавт Олег Кононенко, глава Россотрудничества Элеонора Митрофанова.